# Pseudaelara sellaemontis
Pseudaelara sellaemontis är en skalbaggsart som beskrevs av Heller 1912. Pseudaelara sellaemontis ingår i släktet Pseudaelara och familjen långhorningar. Inga underarter finns listade i Catalogue of Life.